# 玄要寺
玄要寺（げんようじ）は、香川県丸亀市南条町にある寺院。臨済宗妙心寺派に属する。山号は泰雲山。本尊は釈迦牟尼仏。
近江国を出身とする京極家が万治元年（1658年）に丸亀藩に転封された際に菩提寺として建立したものである。寺内の墓所には、丸亀藩第6代藩主・京極高朗と、支藩である多度津藩京極家の墓や、丸亀藩士、多度津藩士、若江薫子の墓がある。

## 歴史
丸亀藩主であった京極氏の菩提寺である。鎌倉時代に佐々木氏の菩提寺として伊吹山麓（現在の滋賀県米原市清滝）に建立された。その後戦乱の中で失われたが、慶長9年（1604年）に京極高次が徳源院清滝寺を再興している。以後、墓所は徳源院清滝寺に保たれたものの、京極家が領地を変わるたびに、菩提寺として玄要寺は若狭、出雲、播磨、讃岐と藩主とともに移転した。万治元年（1658年）、丸亀に京極高和が転封されると、丸亀城の北西側に玄要寺を建立した。明治以降は寺領は縮小され、本堂の位置が変わっている。

## 文化財等
- 京極高朗墓所（丸亀市指定史跡）
  - 丸亀市南条町34

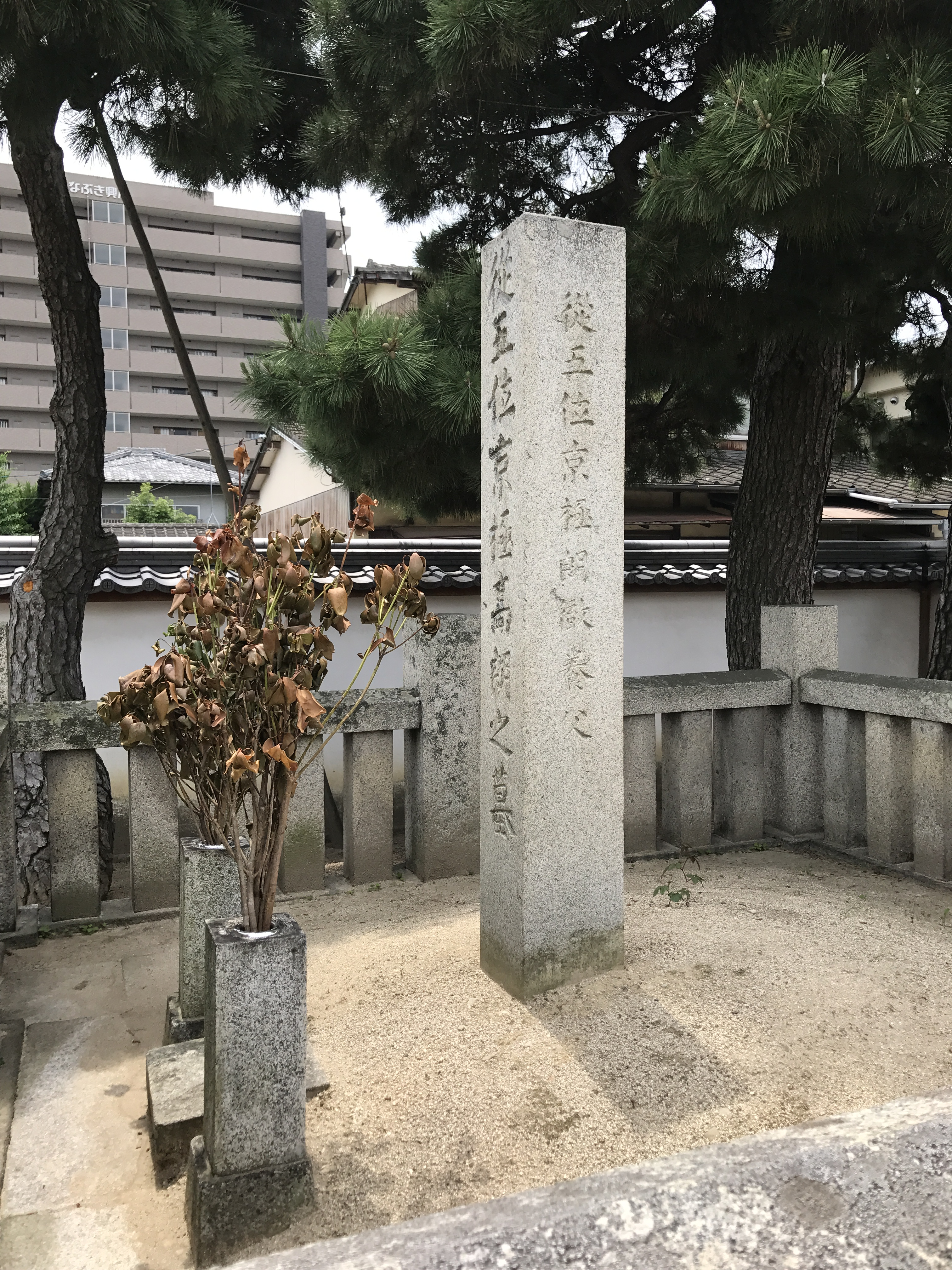
京極高朗の墓石

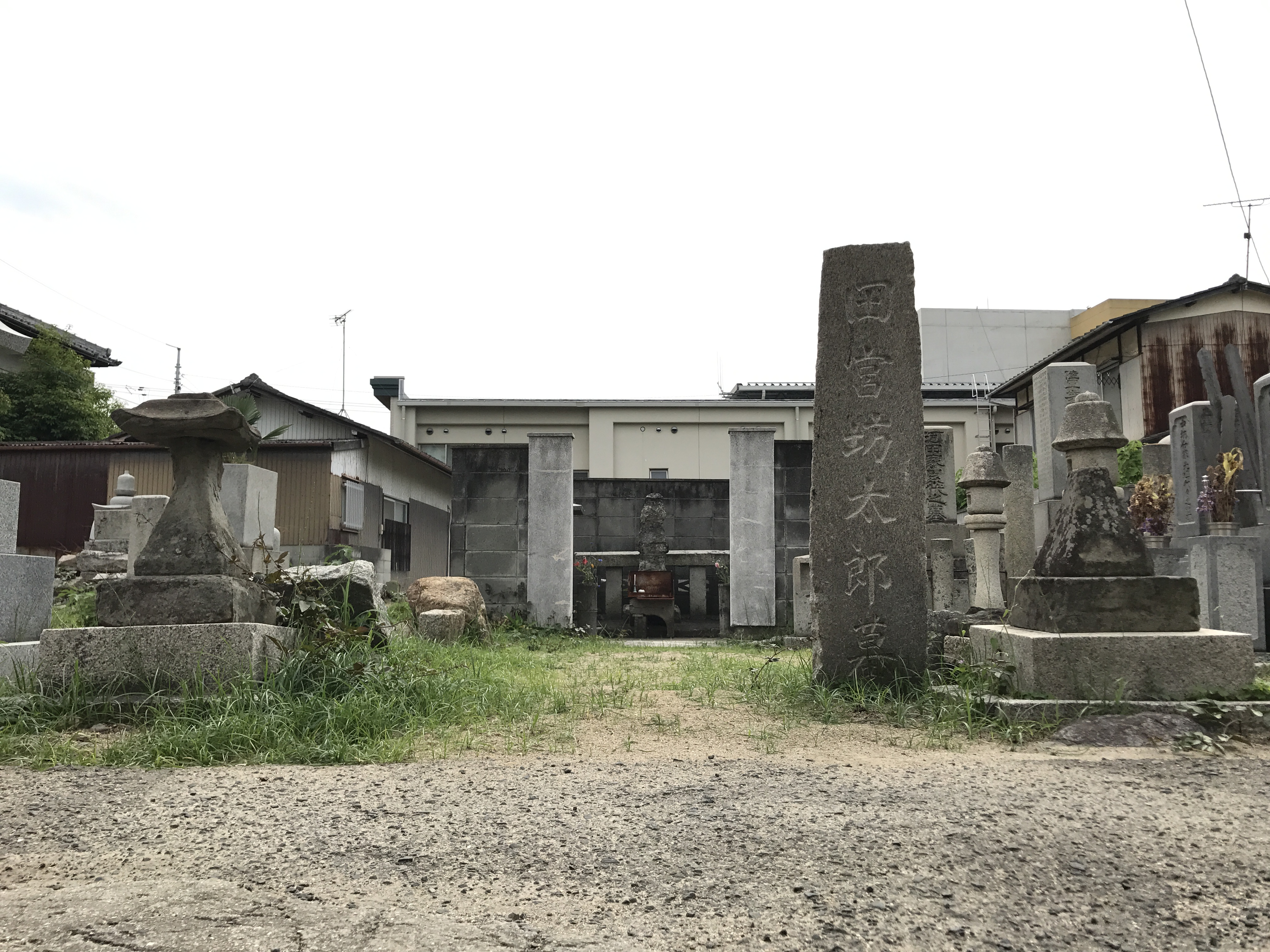
田宮坊太郎の墓

  - 丸亀藩第6代代藩主・京極高朗を葬る墓で、玄要寺の境内に所在する。高朗は文化8年（1811年）から嘉永3年（1850年）まで藩主を務め、明治7年（1874年）に没した。
  - 土塀に囲まれ（南北約9m×東西約20m）周囲と区別された敷地となり、石垣を築いて玉垣を設けた中に「従五位京極高朗之墓」と刻まれた墓碑が建つ。墓碑の前には京極家の家紋である四ツ目結紋が付された灯篭が建つほか、鳥居がある[2]。隣接して多度津藩主の墓所、丸亀藩家老多賀家の墓所などもある。
- 田宮坊太郎の墓
  - 父の仇討ちを行った田宮坊太郎の墓として伝えられる。坊太郎の父・田宮源八郎は剣術師範の立場をめぐる嫉妬から殺され、その後成長した坊太郎は父の仇討ちを果たしたとされる。この話は『西讃府志』に記載されているが、実際に起こった事件とは考えられていない。しかし、歌舞伎・浄瑠璃などで上演されたり、上梓されたりするなど人気の話であった[3][4]。